# Petschacher Gusztáv
Petschacher Gusztáv, vezetékneve olykor Petschauer formában is, teljes neve születési német nyelvű formában Gustav Petschacher (Bécs, 1844. február 9. – Budapest, 1890. január 7.) osztrák származású magyar építész. Manno Miltiades apósa.

## Élete
Osztrák családban született, szakmai tanulmányait szülővárosában végezte Ferstel és F. Schmidt alatt. 1873-ban a budapesti Sugár úti (ma Andrássy úti) építővállalat hívta Magyarországra, ahol 17 évvel később bekövetkezett haláláig működött. A Sugár út (ma Andrássy út) beépítési  rendjének kialakítója, irányítója. Elképzelései szerint alakult ki a Körönd: egy  építészeti egységet képező négy épület határolja a teret.
A historizáló építészet jelentős képviselője volt, aki neoreneszánsz stílusú bérházépületeiket tervezett a magyar fővárosban.
Fiatalon, 46 éves korában hunyt el. Ybl Ervin véleménye szerint Ybl Miklóshoz mérhető tehetségű építész volt, ám az utókor méltatlanul megfeledkezett róla. Műveit főként a genovai Galeazzo Alessi és Giambattista Castello inspirálta, de felhasznált német, toszkán és római elemeket is.
Sírja a Fiumei úti sírkertben található (46-2-28), leányával és vejével, Manno Miltiadesszel együtt nyugszik. A védett sírt 2022-ben újíttatták fel számtalan sportszövetség, a Görög Intézet, múzeumok, Újpest Önkormányzata, valamint a Nemzeti Örökség Intézete összefogásával.

## Ismert épületeinek listája
- 1875 – Weninger-villa, Budapest, Andrássy út 126.
- 1875–1876 – Schwarz-ház, Budapest, Bajcsy-Zsilinszky út, a mai Arany János utcai metrómegálló helyén – 1945 után lebontották.[8]
- 1881 – A Magyar Államvasutak Nyugdíjintézetének bérháza, Budapest, Andrássy út 88–90.
- 1882 – Pallavicini-palota, Budapest, Andrássy út 98. – Az épület a második világháborúban súlyos károkat szenvedett.
- 1884 – Harkányi-palota, Budapest, Andrássy út 4.
- 1884 – Terézvárosi Kaszinó, Budapest, Andrássy út 39. – 1908-ban jelentős átalakítás után itt nyílt meg a Párisi Nagy Áruház.
- 1886 – A Magyar Általános Hitelbank bérháza, Budapest, a Bajcsy-Zsilinszky út és a Stollár Béla utca sarkán.
- 1888–1889 – Stern-ház, Budapest, Teréz körút 24/a.
- 1889 előtt – Hieronymi-villa, Budapest, Andrássy út 106.
- 1889 – Petschacher-ház, Budapest, József körút 27.

- 1889–1890 – Thurn–Rumbach-féle sarokház, Budapest, Üllői út 36. és József körút 87. sarka – Halála miatt befejezését már nem élhette meg, de az épületet tervei alapján fejezték be.

## Képtár

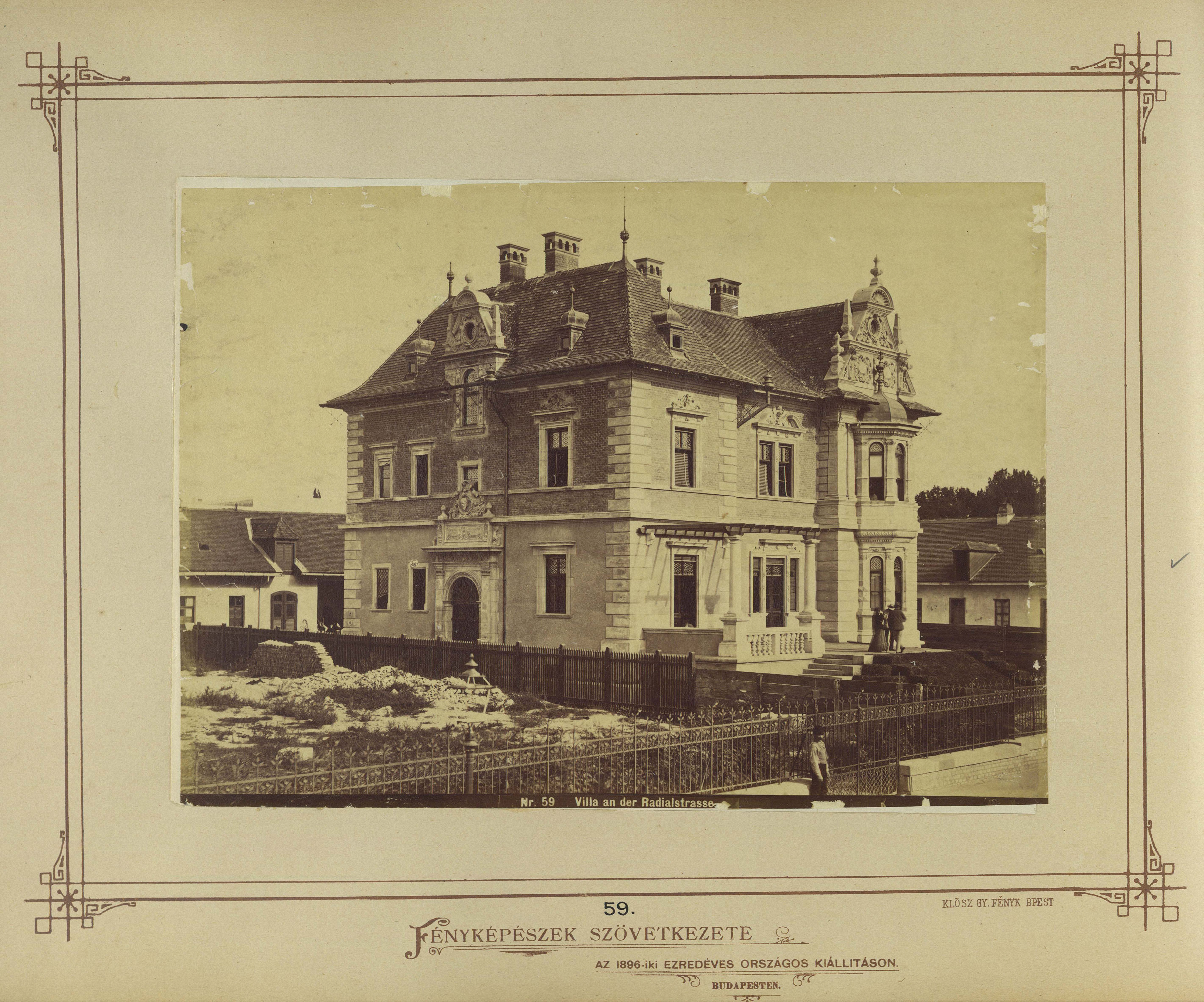
Weninger-villa, Andrássy út 126.
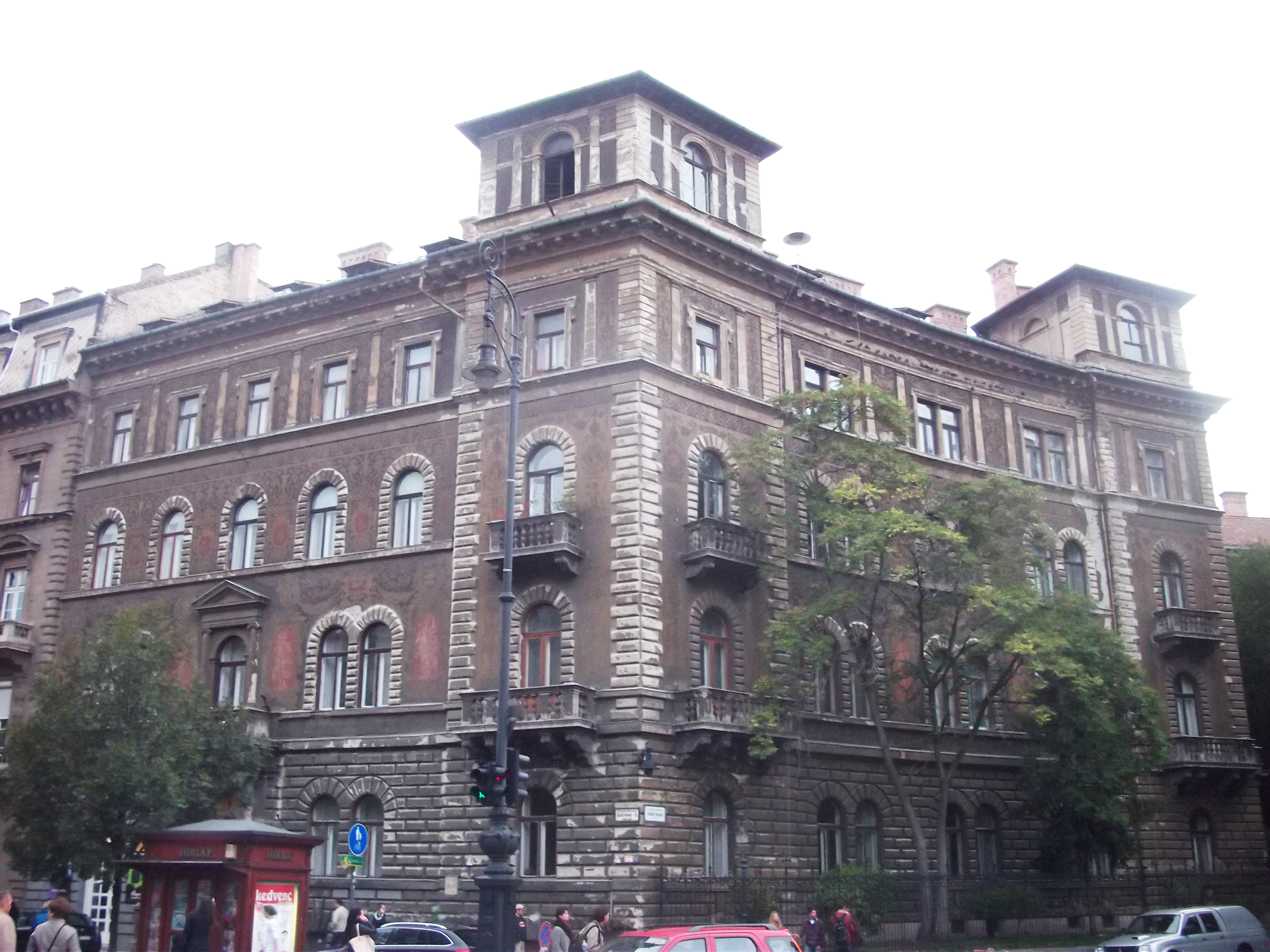
a Magyar Államvasutak Nyugdíjintézetének bérháza, Andrássy út 88-90.
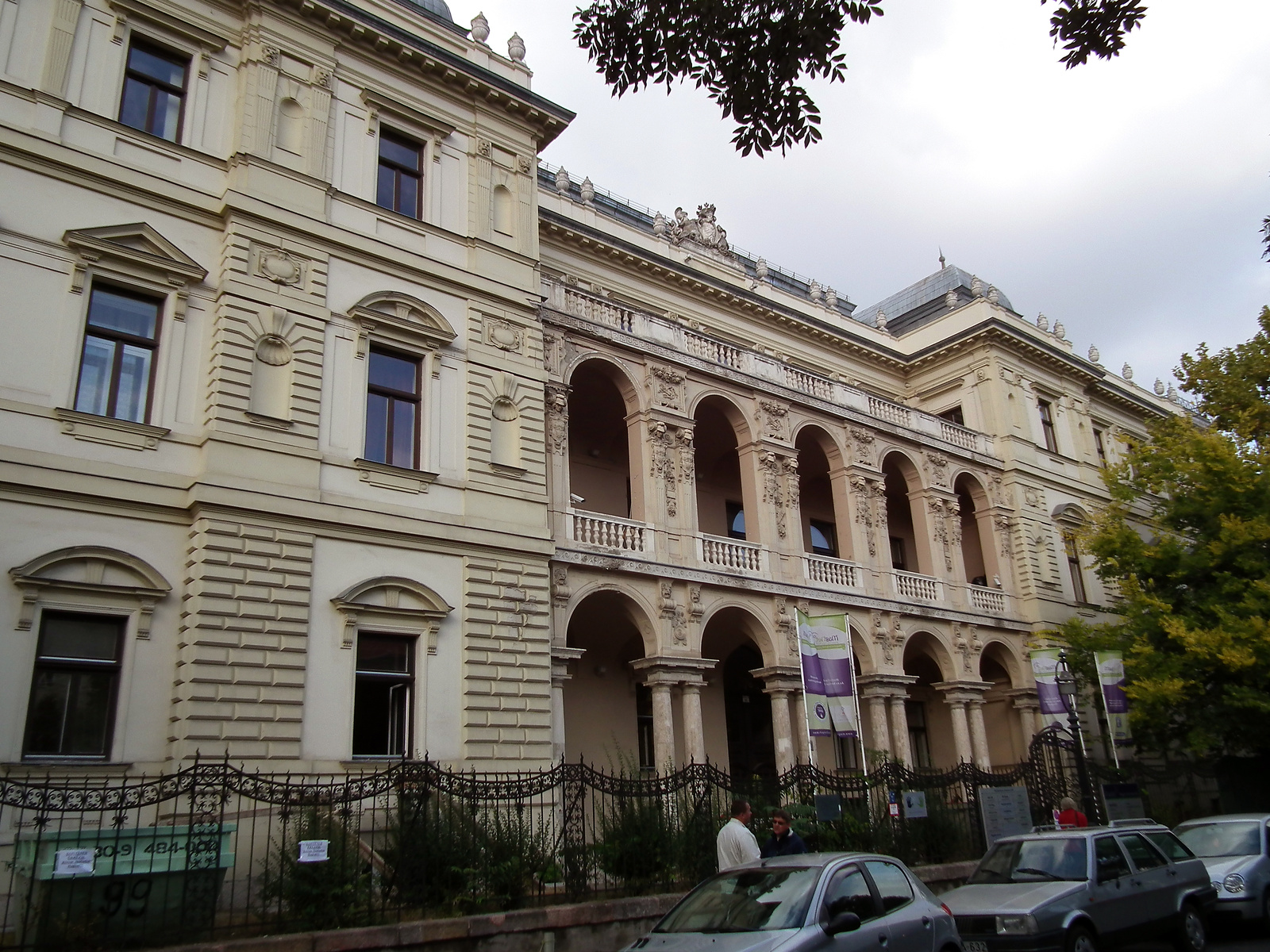
Pallavicini-palota, Andrássy út 98.
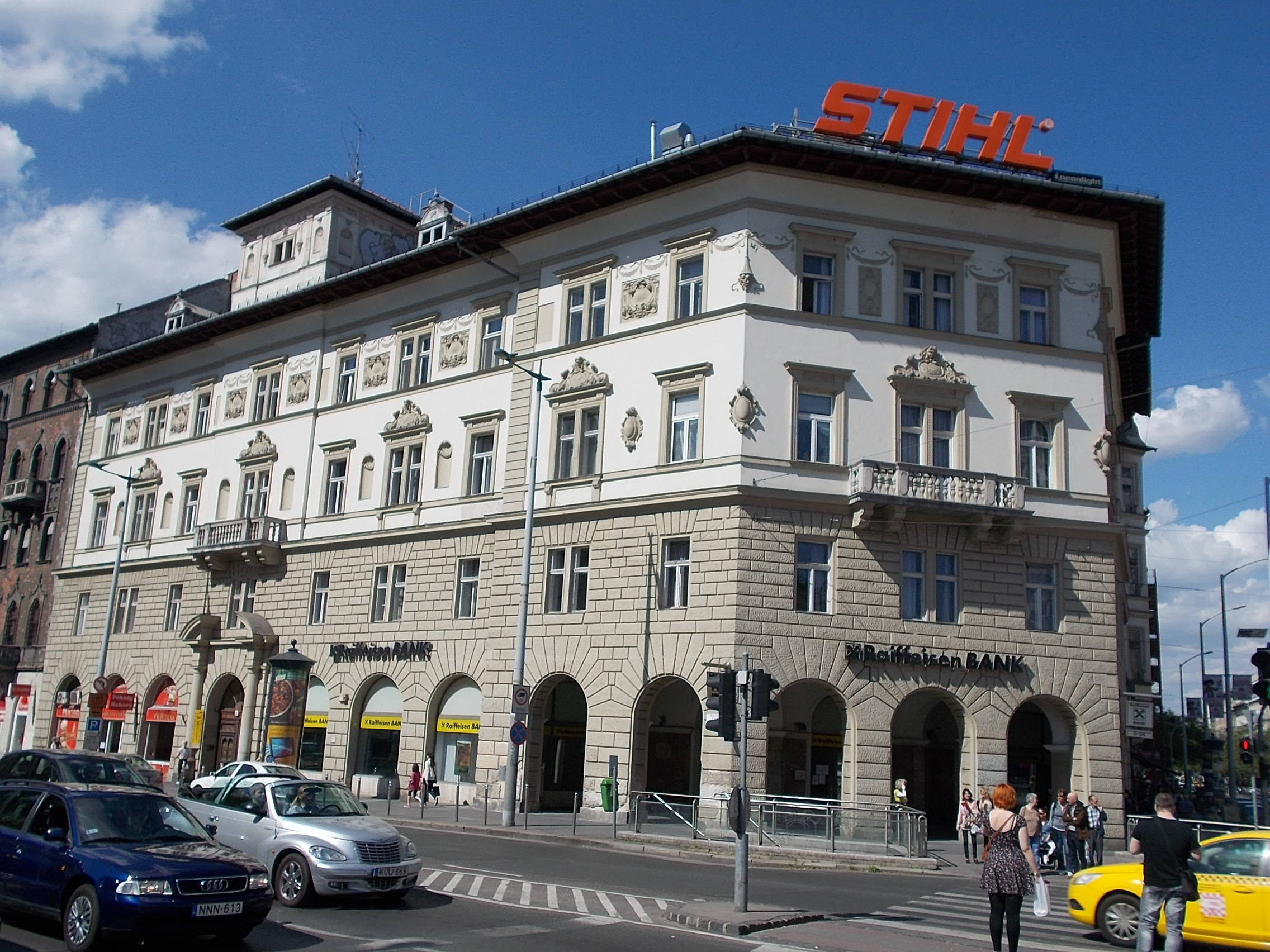
Thurn-Rumbach-féle sarokház, az Üllői út 36. és József körút 87. sarkán
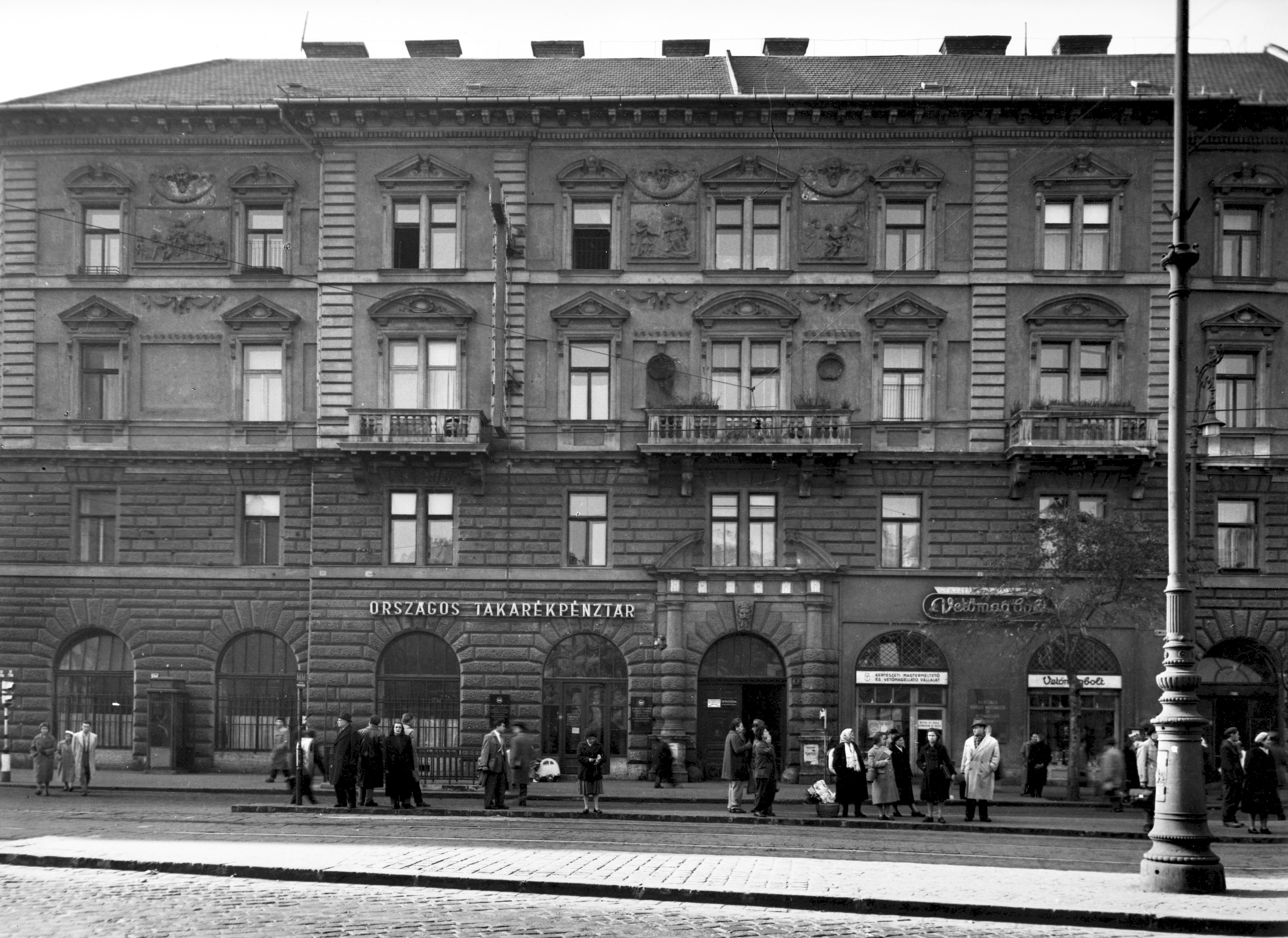
a Magyar Általános Hitelbank bérháza, a Bajcsy-Zsilinszky út és a Stollár Béla utca sarkán
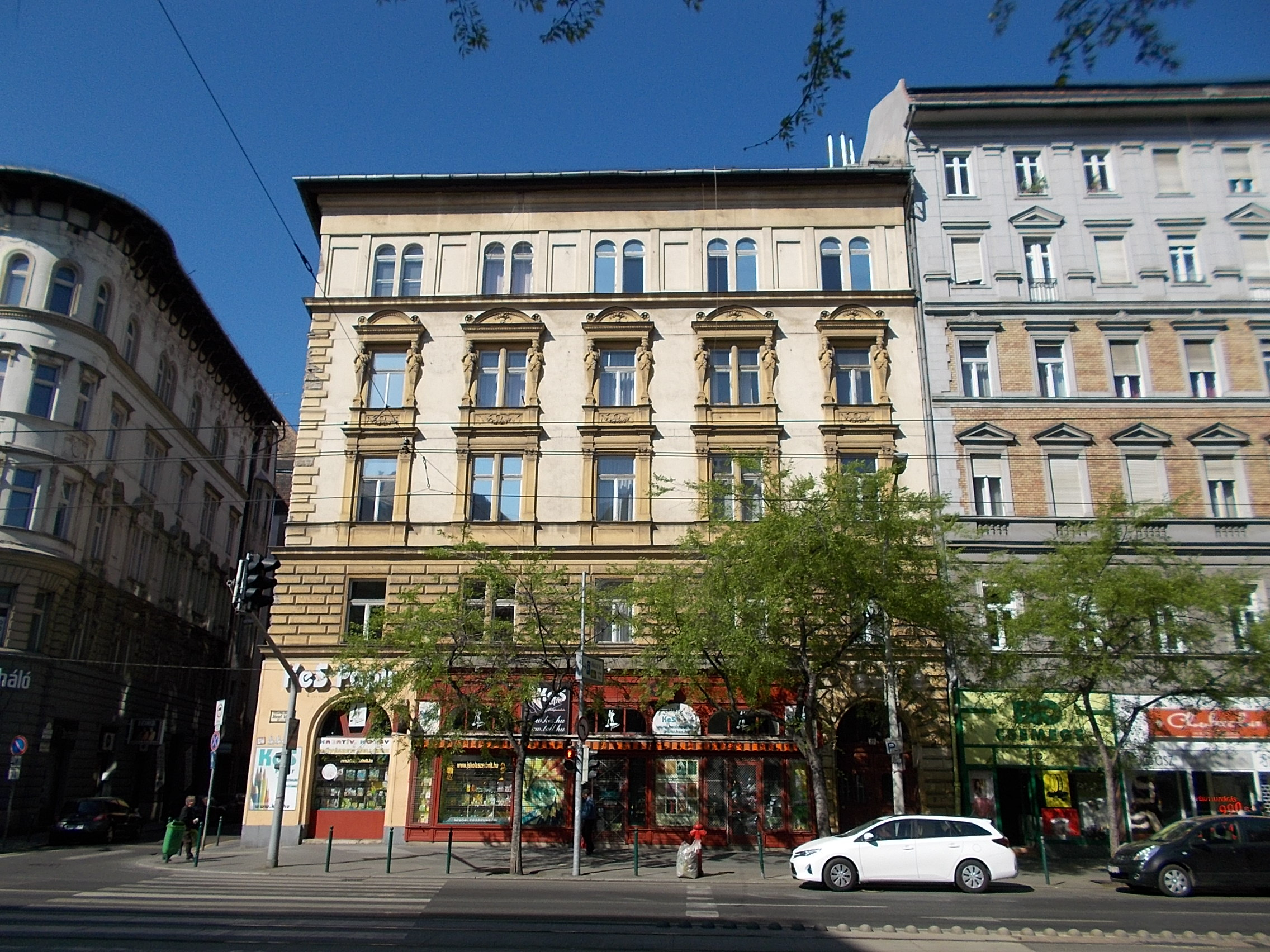
Petschacher ház, József körút 27.

## Jegyzetek

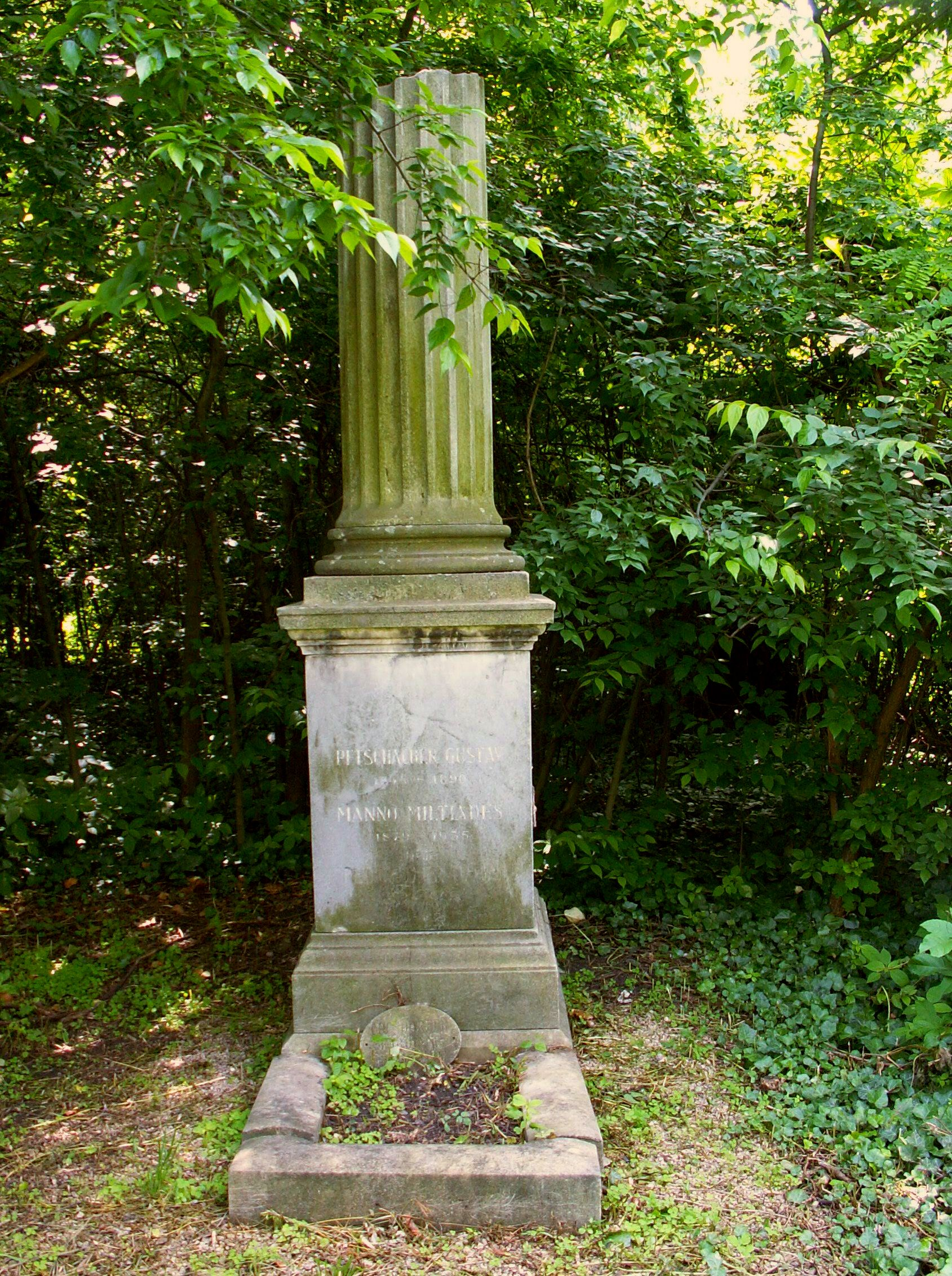
Sírja a Fiumei úti sírkertben (46-2-28) 2006-ban